# Cymatium pfeifferianum
Cymatium pfeifferianum är en snäckart som först beskrevs av Reeve 1844.  Cymatium pfeifferianum ingår i släktet Cymatium och familjen Ranellidae. Inga underarter finns listade i Catalogue of Life.